# Philaenus
Philaenus är ett släkte av insekter som beskrevs av Carl Stål 1864. Philaenus ingår i familjen spottstritar.

## Dottertaxa tillPhilaenus, i alfabetisk ordning[1][2]
- Philaenus abieti
- Philaenus affinis
- Philaenus arisanus
- Philaenus bifasciatus
- Philaenus bimaculatus
- Philaenus brevistriga
- Philaenus castaneus
- Philaenus chinensis
- Philaenus communimacula
- Philaenus ferrugineus
- Philaenus flavovittatus
- Philaenus fuscovarius
- Philaenus fuscus
- Philaenus glabifrons
- Philaenus griseus
- Philaenus guttatus
- Philaenus haupti
- Philaenus hoffmanni
- Philaenus ikumae
- Philaenus impictifrons
- Philaenus intermedius
- Philaenus karafutonis
- Philaenus laetus
- Philaenus leucophthalmus
- Philaenus maculosus
- Philaenus minutus
- Philaenus mushanus
- Philaenus nigripectus
- Philaenus nigritus
- Philaenus okamotonis
- Philaenus olivetorum
- Philaenus onsenjiana
- Philaenus pallidus
- Philaenus parallelus
- Philaenus parvulus
- Philaenus quadriguttatus
- Philaenus sachalinensis
- Philaenus scutellatus
- Philaenus signatus
- Philaenus spumarius
- Philaenus suturalis
- Philaenus tesselatus
- Philaenus xanthaspis